# M31 戦車回収車
M31 戦車回収車（M31 TRV（Tank Recovery Vehicle）は、アメリカ陸軍の開発した装甲回収車である。M31　ARV（Armored Recovery Vehicle）とも呼ばれる。
- 本項目では英国及び英連邦諸国で開発・運用された類似車両についても併せて解説する。

## 概要
M3中戦車の車体を流用した装甲回収車両で、機甲部隊に追随し、故障もしくは損傷した戦車の救出、応急修理を行うための装備として開発された。
第二次世界大戦中盤から使用され、アメリカ軍の他、イギリス軍及び英連邦諸国に供給された。アメリカで開発されたものの他、英軍及び英連邦諸国で独自にM3中戦車を改装し、M31相当の装甲回収車両としたものも存在する。
また、重砲牽引用の高速牽引車の不足を補うため、回収装備を撤去したM33 砲牽引車(M33 PrimeMover)に改装された車両も生産された。

## 開発

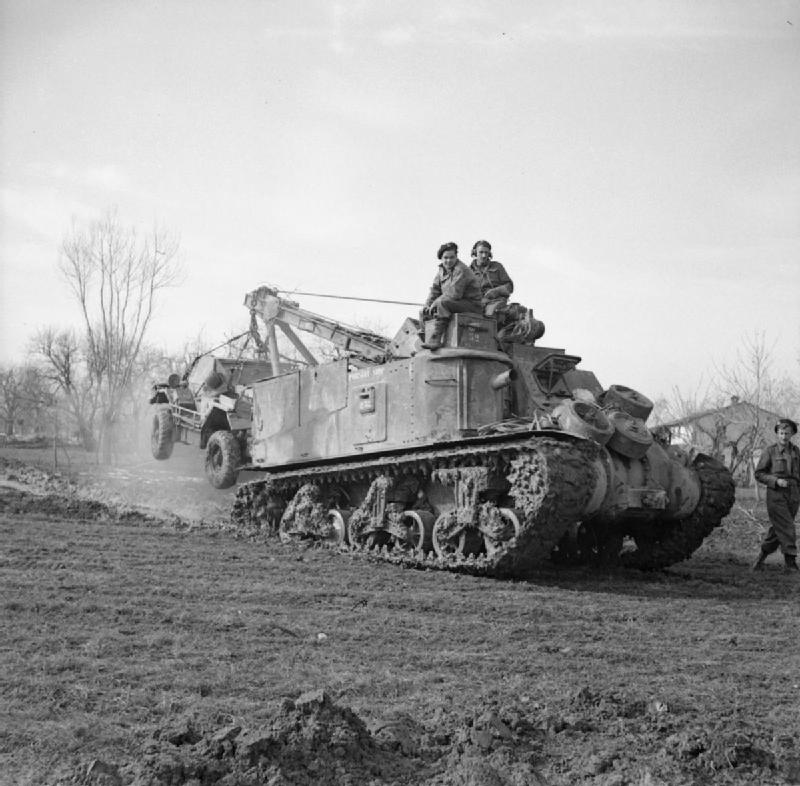
イギリス軍に供与されたM31(Grant ARV II)
後部に吊り下げられているのはダイムラー偵察車(重量3トン)
この車両は車体砲の偽装砲身を短く切断している
(1945年イタリアで撮影)

M31は1941年秋より大量生産が開始されたM4中戦車で構成される機甲部隊の支援車両として計画されたもので、1942年にG-169の計画名称で開発が開始された。
これにあたっては、M4中戦車の生産に影響を及ばさないために、M4の前身の「暫定的新型中戦車」として開発・量産されたM3中戦車を利用することが発案された。M3はM4の配備開始後は余剰装備となることが確実で、戦闘室と砲塔以外はほぼM4と共通であったために最適とされ、要求される仕様が固まると即座に試作車が発注された。1942年9月にはT2の名称が与えられた試作車が完成、試験の結果、実用に十分な性能を示し、750両の量産が計画された。
1942年10月よりボールドウィン機関車製造所に対し、M3中戦車を改造するものとしてまず450両が発注され、続いてエンジンの異なるM3A3とM3A5を改造するものが150両発注され、更にM3A3規格の車体を用いた新造車が146両追加発注された。
1943年8月にはM31の制式名称が与えられ、最終的には1944年1月までに各形式を合わせて総数約800両が製造された。これらのうち、100両ほどが1943年から1944年1月にかけてM33装甲牽引車に改装されている。

## 配備・運用
1943年、チュニジア駐留中の第1機甲師団に配備されたのを皮切りにアメリカ軍の機甲部隊に配備が開始され、アメリカ軍の他イギリス軍と自由フランス軍にも供与された。また、ソビエトにはレンドリースの一環としてM3中戦車のディーゼルエンジン型と共にM31Bが115両供与されている。
原型のM3中戦車は1943年にはアメリカ軍では第1線装備から引き揚げられ、イギリス軍でも欧州戦線の部隊からは引き揚げられているが、M31は引き続き使用され、1945年の戦争終結まで継続して使用された。
大戦終結後はM4中戦車の回収車型であるM32への置換えが進められて急速に退役したが、M31は牽引車型のM33と共に現場では好評で、M32戦車回収車やM4、M6といった高速牽引車が開発・配備された後も、M31やM33の継続した装備を望む将兵も多数存在した。

## 特徴
M3中戦車の車体部75mm砲と砲塔部の37mm砲を撤去し、砲塔の車内バスケット部を撤去して車体内部にウィンチを増設、砲塔の砲架部に二脚式の支持脚付きのブームクレーンを装備したもので、車体前／後部には支持脚を結合するための固定金具が装備されている。車体の各所には工具箱や備品箱が増設され、各種の予備部品が搭載されている。
ウィンチは最大で60,000ポンド(27.22トン)の牽引力を発揮でき、クレーンは支持脚を展開しない状態で10,000ポンド(4,536kg)、支持脚を展開した状態で12,000ポンド(5,443kg)の重量物を釣り上げることができ、支持脚を地面に設地させた場合には最大30,000ポンド(13.61トン)を吊り上げる事ができた。この他、棒型牽引具(DrowBarと呼ばれる)を備え、車体前部及び後部には牽引用のピントルフックが装備されている。最大牽引力は68,000ポンド(30.84トン)である。
原型のM3にあった車長用展望塔兼機関銃塔は搭載されておらず、グラント中戦車と同じ両開き式のハッチを備えた“リー・グラント”タイプの砲塔となっている。ちなみに英国に供給された英軍仕様のM3中戦車は“グラント（Grant：南北戦争の英雄にして第18代アメリカ合衆国大統領、ユリシーズ・グラントに因む）”と命名され、少数供給された米軍仕様のものは“リー（Lee：南北戦争の英雄であるロバート・リー将軍に因む）”と呼称され区別された。このうち、リーの車長用銃塔をグラントと同じハッチに交換したものは“リー・グラント”と通称された（ただし、英軍の将兵は特に区別せず全て“グラント”と呼ぶことが通例であった）。
車体、砲塔共に戦車砲は装備されておらず、車体砲郭部は横開き式のハッチとされているが、このハッチには75mm砲の砲身を模した偽装砲身が装着されている。砲塔は砲架部にブームクレーンを装備した都合上、クレーンの使用時以外は前後を逆にした状態とされており、本来は砲塔後面であった箇所に37mm砲の砲身を模した偽装砲身が装着されている。基本的には武装は搭載しないが、車長用ハッチに機関銃マウントを備えており、必要に応じて7.62mm機関銃 M1919を装着できた。この他、車内にM1919機関銃2丁を搭載できる。機関銃を装備した場合には、予備弾薬2,000発を搭載した。
回収装備以外の部分は基本的にM3中戦車と同一だが、M3の最後期型と同じく車体側面のハッチは溶接されて塞がれており、ハッチそのものが廃止されたタイプの車体も用いられている。整備・修理の過程で規格の共通なM4中戦車の部品を用いた車両も多く、懸架装置や車輪には本来のM3中戦車のものではなくM4のものが装着されている車両も多い。

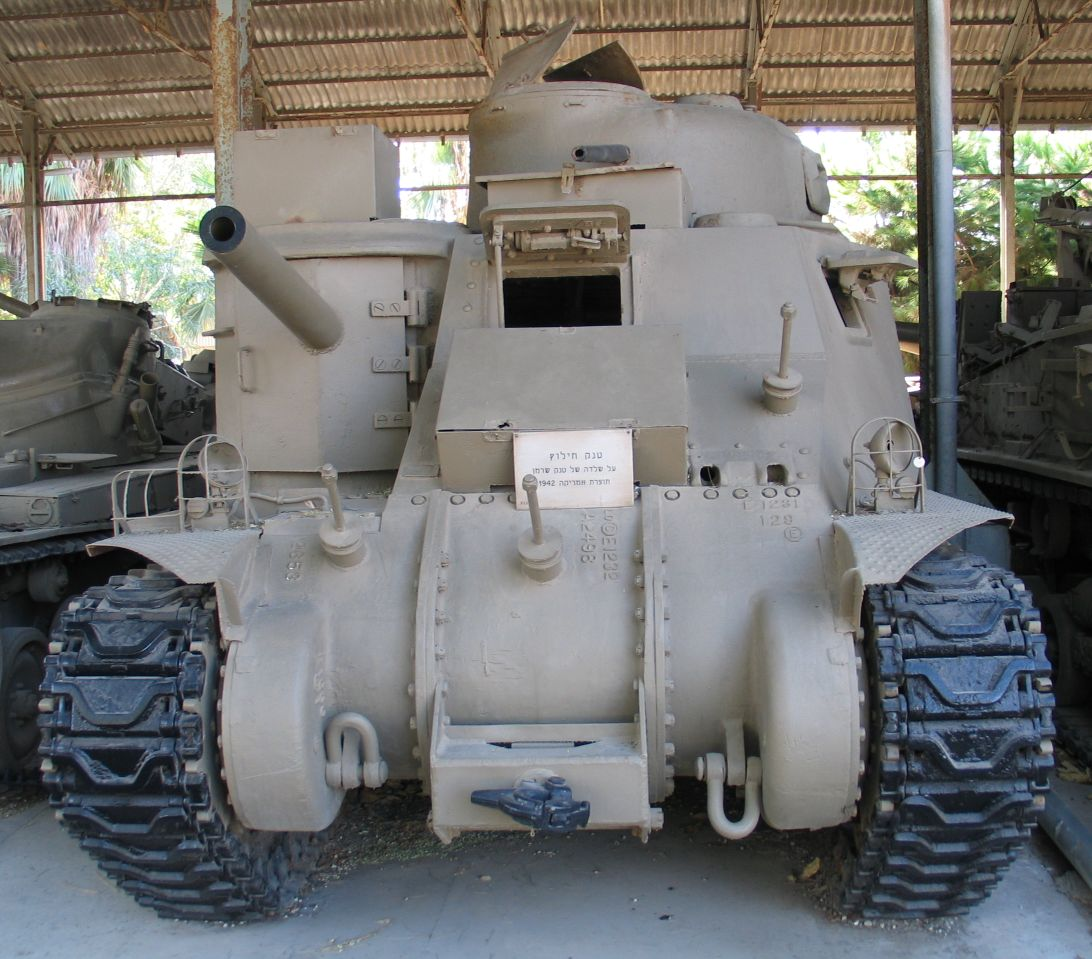
M31 正面より 各所にある棒状のものは予備転輪の装着金具 イスラエル、テルアビブのイスラエル国防軍歴史博物館の展示車両
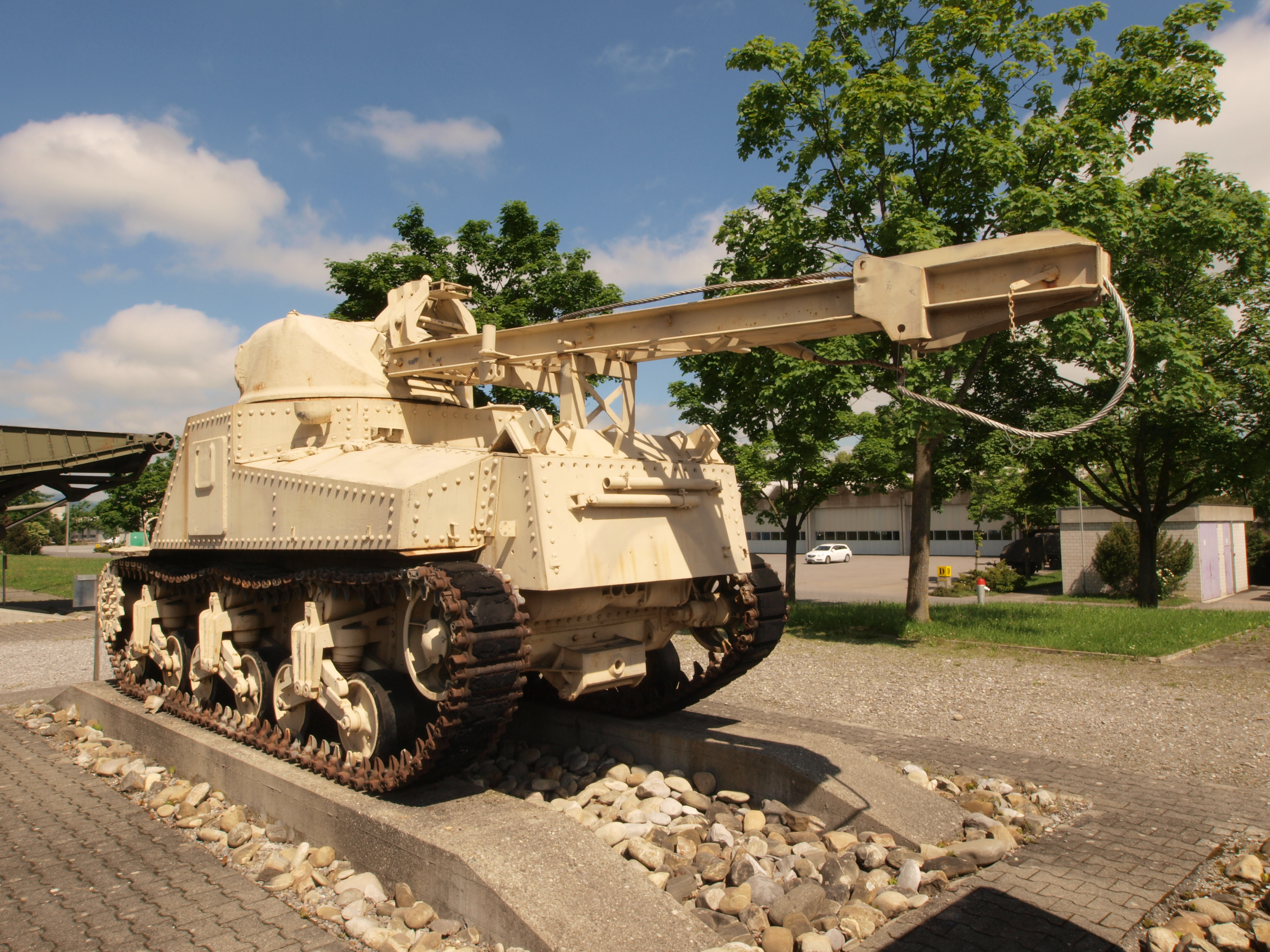
M31 左後方より この車両はクレーンの支持脚が失われている スイスのトゥーン(Thun)戦車博物館の展示車両

## 各型及び派生型

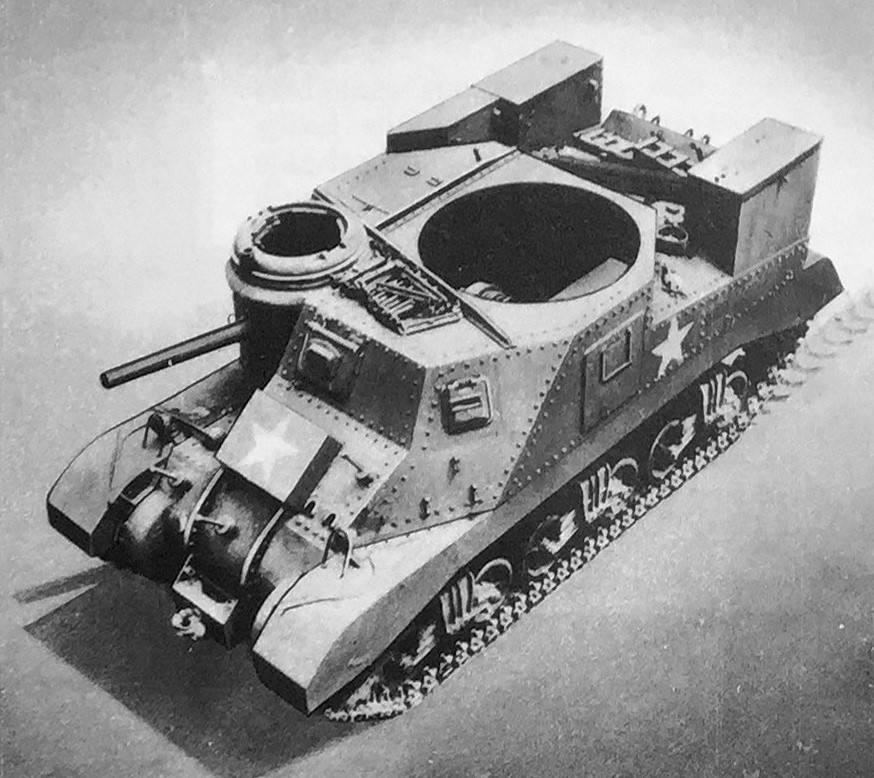
M33 砲牽引車

T2
試作型。M3車体の試作車両。1942年9月完成。1943年8月、制式化されM31となる。
M31(Grant ARV II)
T2の量産型。コンチネンタル社製 R975-C1 星型9気筒空冷ガソリンエンジン(400馬力)搭載。
1942年10月よりM3の生産ラインから車体を流用した新規生産車と既存車両からの改造車を合わせ計509両が生産された。
M31B1
ディーゼルエンジン搭載型のうちM3A3車体の車両。車体の接合がリベット接合から溶接接合に変更されている。ゼネラルモーターズ社製 GM6046 直列6気筒2ストローク液冷ディーゼルエンジン2基（計443馬力）を搭載。
1942年10月より-B2型と合わせ150両が発注され、-B1型146両の追加発注分と合わせて計296両を生産。追加発注分は既存車両からの改造車ではなく、M3A3規格の車体を新造した新規生産車となっている。
生産車の大半は他国への供与車とされた。
M31B2
ディーゼルエンジン搭載型のうちM3A5からの改造車。車体の接合が溶接接合からリベット接合に再度変更されている。ゼネラルモーターズ社製 GM6046 直列6気筒2ストローク液冷ディーゼルエンジン2基搭載。
-B1同様、生産車の大半は他国への供与車とされた。
M33 砲牽引車(M33 PrimeMover)
M31の砲塔及びクレーンを撤去して装甲牽引車に改装した型。砲塔を撤去し、車体砲の砲郭部天面にM4中戦車の初期型と同じ車長用12.7mm機関銃マウント付両開き式ハッチを備えている。
配備が遅延したM6高速牽引車の代理として砲兵部隊で重砲牽引及び補給支援に使用。
1943年より1944年3月までにチェスター補給廠にて109両が改装された。

## 類似の車両
イギリス軍に供給されたM3中戦車のうち、武装を撤去して組立式のブームクレーンを装備した装甲回収車に改装されて「Grant ARV」の名称が与えられた車両があり、これと区別するためにイギリス軍に供給されたM31はGrant ARV IIと呼称されている。

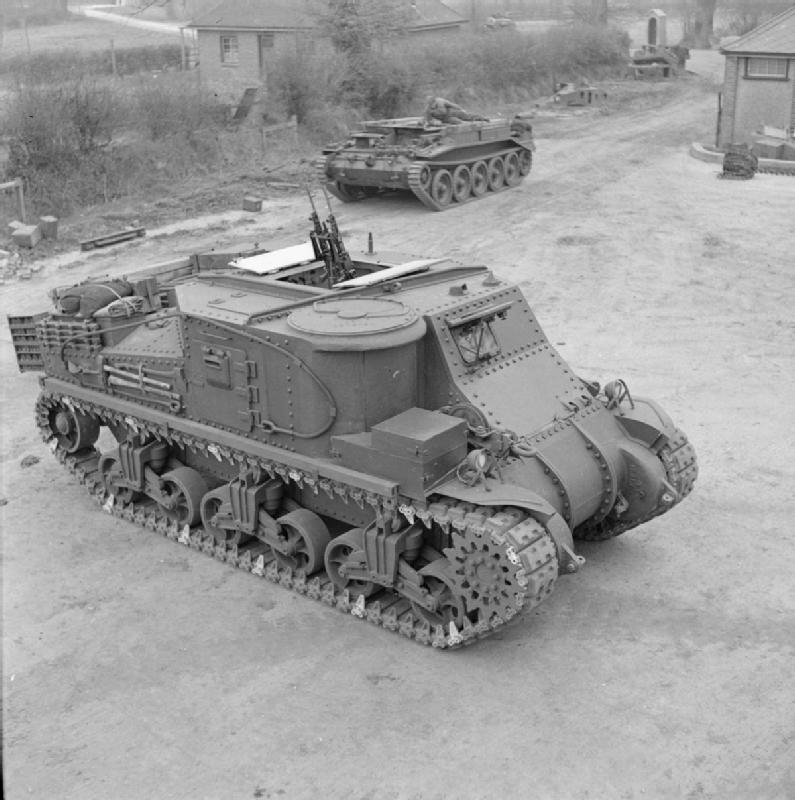
Grant ARV 砲塔を撤去した部分は大型のハッチとされ、ブレン軽機関銃の連装マウントが装備されている
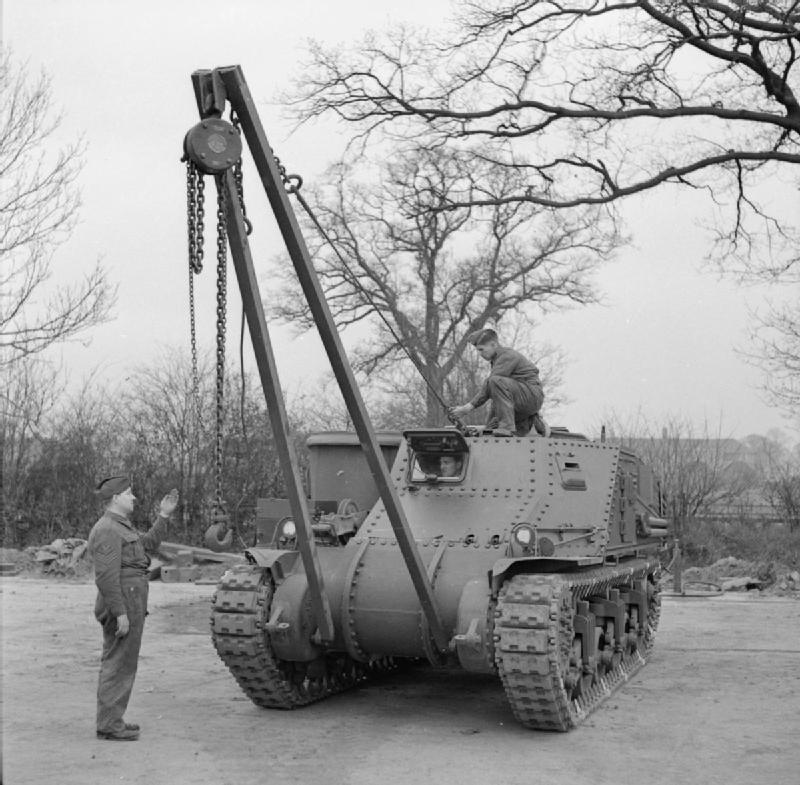
Grant ARV クレーンを装着した状態

### ARV(Aust)
オーストラリアでは英軍仕様のM3中戦車(リー・グラント中戦車)を供給された中から独自に戦車回収車を制作しており、「ARV(Aust)」の名称で装備している。この車両はM31に類似しているが、補助エンジンを搭載し、ウィンチ（牽引力28,000ポンド《12.7トン》）のみでクレーンを装備せず、車体後部上面にウィンチワイヤ展長用のローラーを備え、車体後面には6つの刃を持つ箱枠形の駐鋤が装着されている。
RV(Aust)は1942年8月に試作1号車（ARV《Aust》No.1）が完成し、実用試験の成功を受けて16両、後に増加され24両が発注されたが、部品の供給不足により生産が遅延、1943年4月にようやく生産1号車が完成した。生産車は試作2号車（ARV《Aust》No.2）で取り入れられた改良点を踏まえ、1,680ポンド（762kg）の牽引力を持つ補助ウィンチが追加装備され、更に生産2号車よりは補助エンジンを廃止してウィンチの動力を走行用プロペラシャフトから取る方式に変更している。
1943年8月までに6両が完成し、同年9月上旬には生産7号車が完成した。しかし、オーストラリア軍が主に想定している戦場はニューギニアを始めとしたジャングル地帯であり、中大型の装甲車両の運用には不向きであった。実際に1944年に行われた実地試験での成果は芳しくなく、中～大型戦車の戦力整備の優先度は低い、とされてARV（Aust）の量産も1944年11月に生産8号車を以て打ち切られ、1946年には全車が除籍された。

## その他

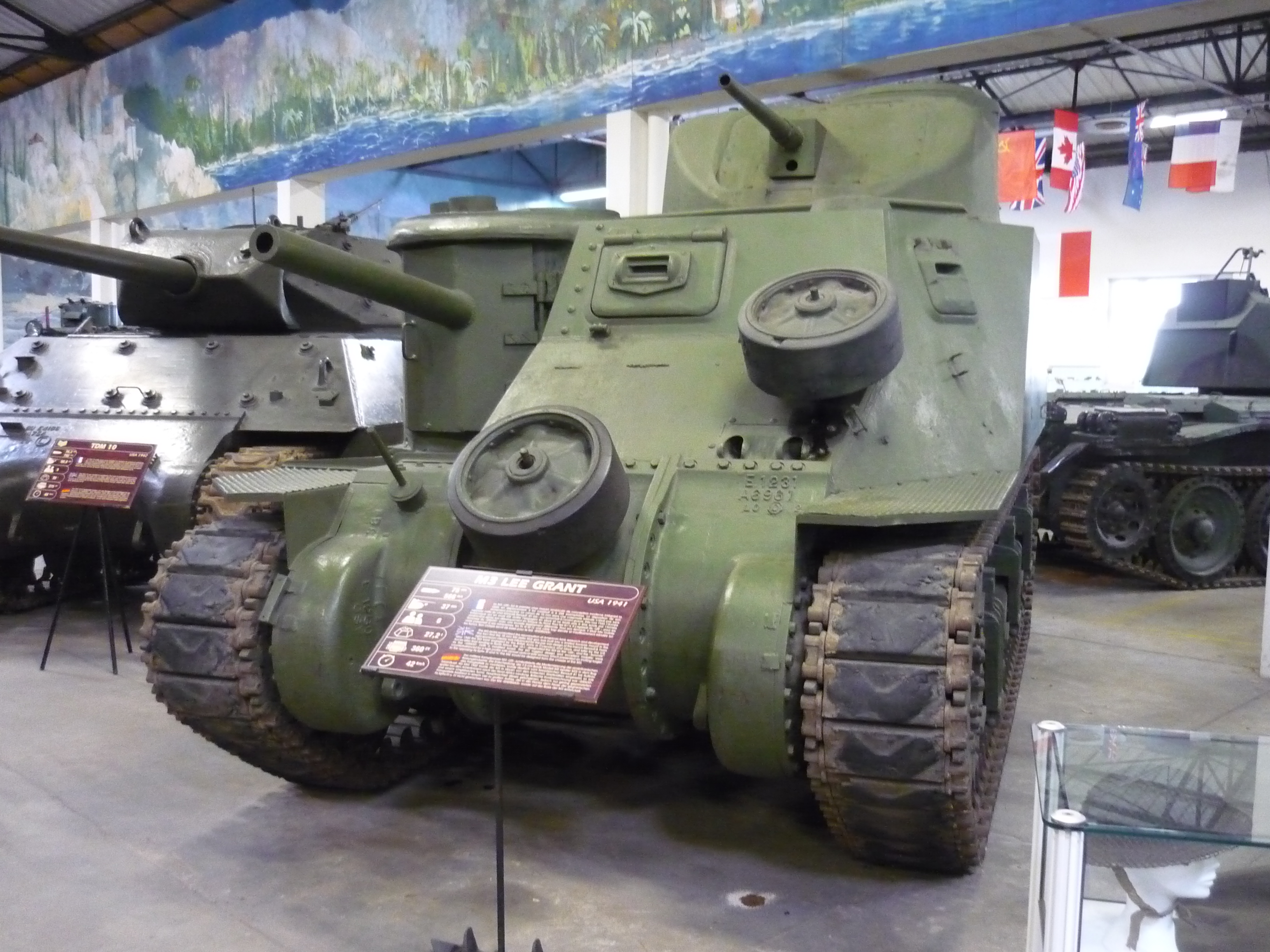
フランスのソミュール戦車博物館に展示されている、M31B1改造M3中戦車
説明板には「M3 LEE GRANT」と書かれている

M31は退役後少数が民間に払い下げられ、装軌式のクレーン車もしくは牽引車として用いられた。
現在でも博物館に保存されている車両が存在するが、クレーンが失われているため一見しただけでは原型のM3中戦車と区別のできない状態の車両もあり、資料によってはこれらの車両を誤って「M3中戦車」として記載していることがある。クレーンのない状態の車両をM3もしくはリー・グラントの代用として展示していた例も存在した。
また、M31もしくはM33の退役車両が払い下げられたものを、他の装甲車両のスクラップから再生、もしくは自作したレプリカパーツを用いて、極力原型のM3中戦車に似せた状態に復元したものを製作した車両があり、これらはヒストリーイベント等にM3として登場している。